# George Wurtz Hughes

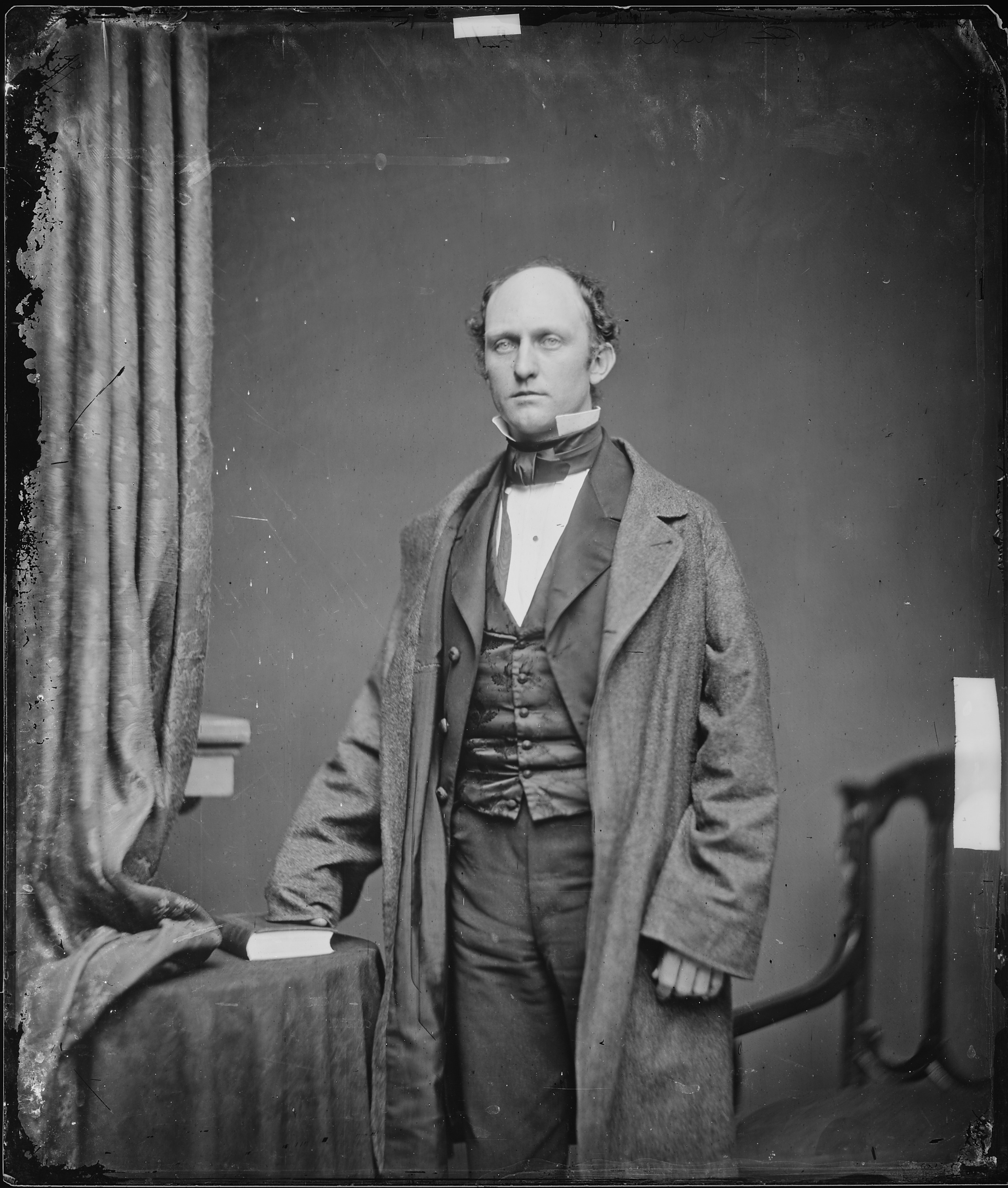
George Wurtz Hughes

George Wurtz Hughes (* 30. September 1806 in Elmira, New York; † 3. September 1870 in West River, Maryland) war ein US-amerikanischer Politiker. Zwischen 1859 und 1861 vertrat er den Bundesstaat Maryland im US-Repräsentantenhaus.

## Leben
George Hughes besuchte öffentliche Schulen und verließ 1827 die US-Militärakademie West Point ohne Abschluss. Danach arbeitete er bis 1838 in New York City in der Bauindustrie. Anschließend kehrte er als Hauptmann zur US Army zurück. Dort war er in der Landvermessung tätig. Er nahm am Mexikanisch-Amerikanischen Krieg teil, in dessen Verlauf er zum Oberstleutnant befördert wurde. Zwischenzeitlich war er Oberst einer Freiwilligeneinheit. 1851 nahm er seinen Abschied und wurde Präsident der Eisenbahngesellschaft Northern Central Railroad.

## Politische Laufbahn
Hughes war Mitglied der Demokratischen Partei. Bei den Kongresswahlen des Jahres 1858 wurde er im sechsten Wahlbezirk von Maryland in das US-Repräsentantenhaus in Washington, D.C. gewählt, wo er am 4. März 1859 die Nachfolge von Thomas Fielder Bowie antrat. Bis zum 3. März 1861 war er für Legislaturperiode Abgeordneter im Kongress.
Nach dem Ende seiner Zeit im US-Repräsentantenhaus war Hughes als Berater im Bauwesen sowie als Pflanzer in West River tätig, wo er am 3. September 1870 verstarb.